# Agia Triáda
Agia Triáda (Agia Triada) är en ort i Grekland.   Den ligger i prefekturen Nomós Kerkýras och regionen Joniska öarna, i den västra delen av landet, 400 km nordväst om huvudstaden Aten. Agia Triáda ligger 64 meter över havet och antalet invånare är 192. Den ligger på ön Korfu.
Terrängen runt Agia Triáda är platt åt nordost, men åt sydväst är den kuperad.Runt Agia Triáda är det ganska tätbefolkat, med 172 invånare per kvadratkilometer. Närmaste större samhälle är Korfu, 6,6 km öster om Agia Triáda. 